# Седиште Уједињених нација
Седиште Уједињених нација представља знаменито здање у Њујорку које служи као седиште Уједињених нација још од своје изградње 1952. године. Налази се у близини Залива корњача, на источној страни Менхетна, на широком простору са којег се пружа поглед на Ист Ривер.
Комплекс чине три главне зграде: Секретаријат (39. спрат куле), зграда Генералне скупштине (где се све земље чланице Уједињених нација састају на Генералној скупштини Уједињених нација), и библиотека Даг Хамаршелд. Такође је значајна због својих башта и дворишних скулптура.
Адреса комплекса је 760 United Nations Plaza, New York, NY 10017, USA. Из безбедносних разлога сва пошта која се шаље на ту адресу подлеже претходној провери, па би ломљиве ствари требало слати преко курира .

## Историја
Зграда седишта Уједињених нација је конструисана током 1949. и 1950. поред Ист Ривера на острву купљеном за 8,5 милиона долара донације од Џон Д. Рокфелера, млађег. Проглашена је међународном зоном која „припада свим земљама чланицама, и као таква ће остати у вечности, заувек у поседу земаља чланица УН-а“.
Сан Франциско, Филаделфија, Флашин Медоус Корона парк у Квинсу, чак и Црне планине у Јужној Дакоти су била предложена за седишта Уједињених нација пре него што је коначно изабран Менхетн.
У првих неколико година, седиште се привремено налазило на језеру Суксес, у источном предграђу града Њујорка на Лонг Ајленду.
Пре избора града Њујорка, предложен је Нејви Ајланд у близини Нијагариних водопада у Онтарију, Канада као алтернативно седиште . Предложено је да Нејви Ајланд буде уступљено Уједињеним нацијама све док се ту налазе, и да буде враћено канадској влади ако се УН премести. Предлог је на крају одбачен у корист тренутне локације у Њујорку.
Место седишта Уједињених нација има екстратериторијалан статус попут амбасада. Ово спречава неке кривичне законе где правила УН-а заобилазе законе града Њујорка, али не дају имунитет за злочине који су се тамо десили. Поред тога, неколико чланова особља УН-а поседује дипломатски имунитет па им стога не могу судити локални судови осим ако им дипломатски имунитет не укине Генерални секретар. Током 2005, Генерални секретар Кофи Анан укинуо је имунитет
Бенон Севану, Александру Јаковљеву, и Владимиру Кузњецову у вези скандала са Програмом нафта за храну. Сви су оптужени од стране федералног суда града Њујорка, осим сина Кофија Анана, такође умешаног у скандал. Бенон Севан је касније побегао из САД на Кипар, док су Александар Јаковљев и Владимир Кузњецов одлучили да изађу пред суд.

## Архитектура
Пре објављивања јавног конкурса за дизајн будуће зграде Уједињених нација, УН су одлучиле формира међународни тим водећих светских архитеката. Амерички архитекта Волас К. Харисон је именован за директора тима, а тим дизајнера је именован од стране влада земаља. Одбор су сачињавали Н. Д. Басов (Совјетски Савез), Гастон Брунфут (Белгија), Ернест Кормјер (Канада), Ле Корбизје (Француска), Лианг Су-ченг (Кина), Свен Маркелиус (Шведска), Оскар Нимајер (Бразил), Хауард Робертсон (Уједињено Краљевство), Г. А. Солукс (Аустралија), and Жулио Виламајо (Уругвај).
Комитет је размотрио 50 различитих нацрта пре доношења одлуке. Основа коначног дизајна је била заснована на Курбизјеовим нацртима, познате као „шема 23А“.
Због ограничења као што је Ист Ривер ауто-пут (касније Френклин Д. Рузвелт Ист Ривер ауто-пут и реком Ист Ривер, постала је неопходна изградња високе зграде за канцеларије Секретаријата. Тридесетдеветоспратна зграда Секретаријата, контроверзна у своје време, данас је модернистичко обележје. Њени карактеристични источни и западни зидови су у потпуности прекривени термопаном створеним да упија сунчеву топлоту, осим за доводе ваздуха на 6., 16., 28. и 39. спрату. Северни и јужни зидови су прекривени вермонтским мермером.
Иако правно нису били обавезни да то учине, зграда је рађена у складу са грађевинским прописима града Њујорка. Изградња је финансирана бескаматним зајмом од 65 милиона долара од владе Сједињених Држава.